# Olga Frolkina
Olga Frolkina (en russe : Олэга Эдуардовна Фролкина), née le 28 juillet 1997 à Penza, est une joueuse russe de basket-ball.

## Biographie
Olga Frolkina est la sœur jumelle d'Evgeniia Frolkina.
Avec les sélections nationales russes de jeunes, Olga Frolkina est médaillée de bronze du Championnat d'Europe féminin de basket-ball des moins de 18 ans 2015 (en) et du Championnat d'Europe féminin de basket-ball des moins de 20 ans 2017. Elle est aussi médaillée d'argent de la Coupe du monde de basket-ball des moins de 23 ans (en) en 2018.
Elle est membre de l'équipe du comité olympique russe de basket-ball à trois qui dispute les Jeux olympiques de Tokyo.

## Palmarès
- Médaille d'argent aux Jeux olympiques d'été de 2020 en basket à trois[1].